# Промисловий індекс Доу-Джонса

Логотип Dow Jones

Промисло́вий і́ндекс До́у-Джо́нса (англ. Dow Jones Industrial Average, DJIA, Dow 30, або неформально Dow Jones чи The Dow) — біржовий індекс цінних паперів (акцій) 30 найбільших американських підприємств, створений у 1896 році редактором The Wall Street Journal і співзасновником Dow Jones & Company Чарльзом Доу. Індекс був створений для зведення інформації щодо акцій індустріальних підприємств на американській біржі цінних паперів. Разом з Dow Jones Transportation Average залишається найстарішим індексом цінних паперів у США.
В основі індексу Доу-Джонса — теорія Доу про аналіз ринку за допомогою середніх показників котирувань промислових і транспортних акцій. Вважається, що тенденція ринку загалом позитивна, якщо один з цих середніх показників піднімається вище попереднього локального піку, за яким настає аналогічне зростання другого показника. Коли ж обидва показники знижуються нижче попереднього локального мінімуму, це підтверджує загальну тенденцію до спаду. Цю теорію покладено в основу прогнозування майбутніх змін на фондовому ринку.

## Компоненти

Історичний графік DJIA з 1896 по

Індекс Доу-Джонса під час Великої депресії

DJIA з січня 2000 по. Протягом першого десятиліття XXI ст. індекс найбільше падав після Терористичного акту 11 вересня 2001 року, початку американської інтервенції в Афганістан (2001) та Ірак (2003) і фінансової кризи 2008 року.

У перелік компонентів бази розрахунку індексу входять 30 американських компаній, які є відкритими акціонерними товариствами. Час від часу їх перелік може змінюватися. Так, наприклад, 10 вересня 2013 року були вилучені компанії Alcoa, Hewlett-Packard і Bank of America, їхні місця зайняли Goldman Sachs, Nike і Visa. Станом на березень 2015 повний перелік є таким:
| Підприємство                   | Тікер        | Галузь                         |
| ------------------------------ | ------------ | ------------------------------ |
| 3M                             | NYSE: MMM    | Різноманітна промисловість     |
| American Express               | NYSE: AXP    | фінансова                      |
| Apple                          | NASDAQ: AAPL | комп'ютерна                    |
| Boeing                         | NYSE: BA     | Аерокосмічна/Оборонна          |
| Caterpillar                    | NYSE: CAT    | Комерційний транспорт          |
| Chevron                        | NYSE: CVX    | газ і нафта                    |
| Cisco Systems                  | NYSE: CSCO   | комп'ютерні мережі             |
| Coca-Cola                      | NYSE: KO     | напої                          |
| Dow                            | NYSE: DOW    | хімічна                        |
| ExxonMobil                     | NYSE: XOM    | газ і нафта                    |
| Walgreens Boots Alliance, Inc. | NYSE: WBA    | фармацевтична                  |
| Goldman Sachs                  | NYSE: GS     | фінансова                      |
| Home Depot                     | NYSE: HD     | роздрібні будівельні матеріали |
| Intel                          | NASDAQ: INTC | електронна                     |
| IBM                            | NYSE: IBM    | комп'ютерна                    |
| Johnson & Johnson              | NYSE: JNJ    | фармацевтична                  |
| JPMorgan Chase                 | NYSE: JPM    | фінансова                      |
| McDonald's                     | NYSE: MCD    | ресторани                      |
| Merck                          | NYSE: MRK    | фармацевтична                  |
| Microsoft                      | NASDAQ: MSFT | Програмне забезпечення         |
| Nike                           | NASDAQ: NKE  | Одяг                           |
| Pfizer                         | NYSE: PFE    | Фармацевтична                  |
| Procter & Gamble               | NYSE: PG     | побутова хімія                 |
| The Travelers Companies        | NYSE: TRV    | страхування                    |
| UnitedHealth Group             | NYSE: UNH    | медичне обслуговування         |
| United Technologies            | NYSE: UTX    | Аерокосмічна                   |
| Verizon Communications         | NYSE: VZ     | телекомунікаційна              |
| Visa                           | NYSE: V      | фінансова                      |
| Walmart                        | NYSE: WMT    | роздрібна торгівля             |
| Walt Disney                    | NYSE: DIS    | мовлення і розваги             |

## Недоліки
У сьогоднішній, більш глобалізований, час індекс Доу-Джонса вважається застарілим, що не задовольняє точність відображення стану економічної активності в США. У професійних колах частіше послуговуються індексом S&P 500, який вважається точнішим, оскільки обчислюється на основі даних 500 найбільших компаній США. Проте індекс Доу-Джонса залишається найцитованішим у ЗМІ біржовим індексом.